# Kopaninský hřbet
Kopaninský hřbet je geomorfologický okrsek v jihovýchodní části Ještědského hřbetu, ležící v okresech Liberec a Jablonec nad Nisou v Libereckém kraji.

## Poloha

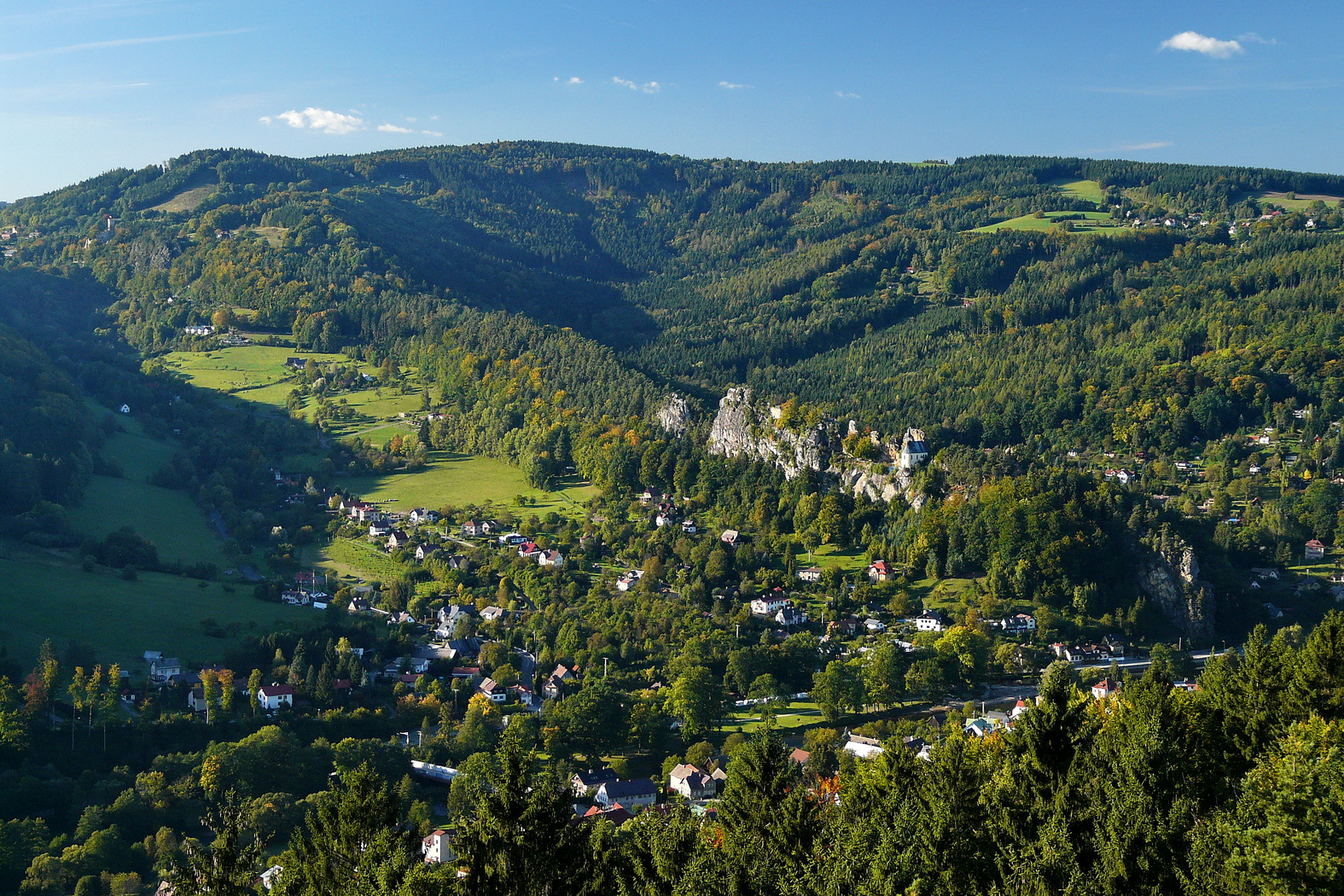
Vranovský hřeben, Kopanina a Vranové ze svahu Sokola

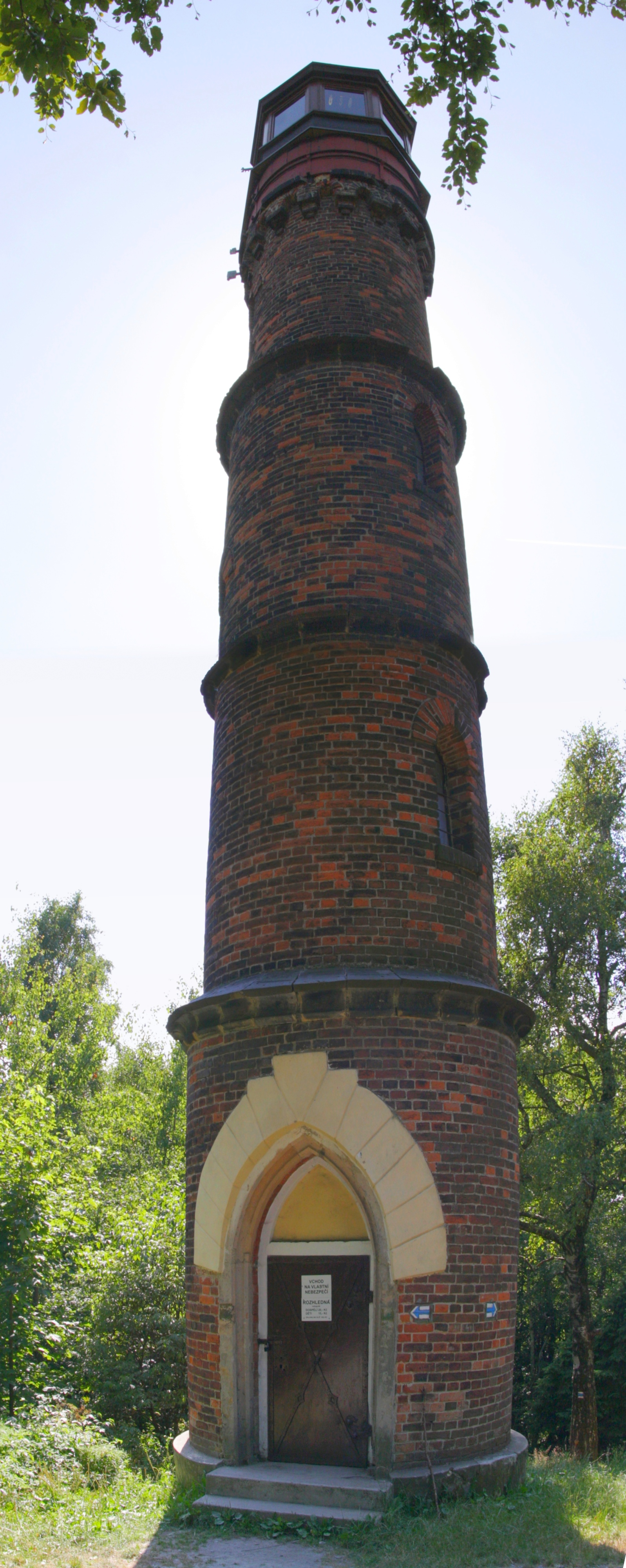
Rozhledna Kopanina

Území se rozkládá zhruba mezi sídly Světlá pod Ještědem na severozápadě a Rychnov u Jablonce nad Nisou na severovýchodě, Malá Skála na jihovýchodě a Hodkovice nad Mohelkou na jihozápadě. Z větších sídel se uvnitř okrsku nacházejí obce Proseč pod Ještědem, Frýdštejn a částečně Malá Skála.

## Geomorfologické členění
Okrsek Kopaninský hřbet (dle značení Jaromíra Demka IVA–3A–3) náleží do celku Ještědsko-kozákovský hřbet a podcelku Ještědský hřbet. Dále se člení na podokrsky Javornický hřbet na severozápadě a Prosečsko-frýdštejnské hřbety na jihovýchodě. Hřbet sousedí v rámci Ještědsko-kozákovského hřbetu s okrsky Hlubocký hřbet na severozápadě a Komárovský hřbet na jihovýchodě. Dále sousedí s celky Žitavská pánev a Jizerské hory na severu, Krkonošské podhůří na východě, Jičínská pahorkatina na jihu a Ralská pahorkatina na západě.

## Nejvyšší vrcholy
Nejvyšším vrcholem Kopaninského hřbetu je Javorník (684 m n. m.).
- Javorník (684 m), Javornický hřbet
- Kopanina (657 m), Javornický hřbet
- Kamenný (615 m), Prosečsko-frýdštejnské hřbety
- Bienerthův vrch (614 m), Javornický hřbet